# Bayesianismo cuántico
El bayesianismo cuántico (abreviado en inglés como QBism) es una propuesta teórica que, reinterpretando completamente la función de onda hasta convertirla en una abstracción, pretende eliminar o aligerar las paradojas derivadas de la mecánica cuántica. En este sentido, fundamenta matemáticamente la idea de Niels Bohr de que la función de onda es un formalismo estrictamente simbólico útil solo para el cálculo.
Desarrollado a partir de un artículo de 2002 escrito por Carlton M. Caves, Christopher A. Fuchs y Rüdiger Schack, este modelo, que se apoya en la estadística bayesiana, sugiere que la función de onda no está vinculada a una realidad objetiva; por el contrario, afirma que debería entenderse como una herramienta que el observador utilizaría para asignar un valor a su percepción acerca de la propiedad que posee el sistema cuántico considerado. Consecuentemente, un mismo suceso cuántico tendría tantas funciones de onda como observadores; el resultado de la combinación de sus observaciones sería una visión coherente de lo observado.
La interpretación estándar de la mecánica cuántica indica que la observación provoca que la función de onda de un electrón colapse hacia un único valor. Este colapso se da necesariamente en todos los puntos hacia los que se dirija la observación, por lo que parece violar el principio de localidad.
Ante esto, el bayesianismo cuántico apela a la necesidad de interpretar la función de onda en términos de creencias subjetivas que se van actualizando de acuerdo con las reglas de la inferencia bayesiana. Así, ese colapso solo reflejaría lo que ocurre cuando un observador actualiza, de forma discontinua y repentina, las probabilidades que presupone a los distintos sucesos. En consecuencia, el sistema cuántico no cambia; lo que se modifica es la función de onda elegida por el observador para dar cuenta de sus expectativas. 
Aplicado a la paradoja del gato de Schrödinger, el bayesianismo afirma que la función de onda no describe una propiedad objetiva del gato, sino una propiedad subjetiva del observador. El gato o está vivo o está muerto. La superposición es de las expectativas del observador, no de la realidad observada.
Una consecuencia del bayesianismo cuántico sería la necesidad de reconsiderar la noción de probabilidad, siguiendo las ideas de Thomas Bayes y de su continuador Pierre-Simon Laplace: superar la perspectiva frecuentística y aproximarse hacia un concepto subjetivista de la misma, entendiendo que la probabilidad proporciona una medida del grado de confianza que depositamos en un suceso.